# Similocorus negrosensis
Similocorus negrosensis är en skalbaggsart som först beskrevs av Stefan von Breuning 1970.  Similocorus negrosensis ingår i släktet Similocorus och familjen långhorningar.
Artens utbredningsområde är Filippinerna. Inga underarter finns listade i Catalogue of Life.